# Renate Dorrestein

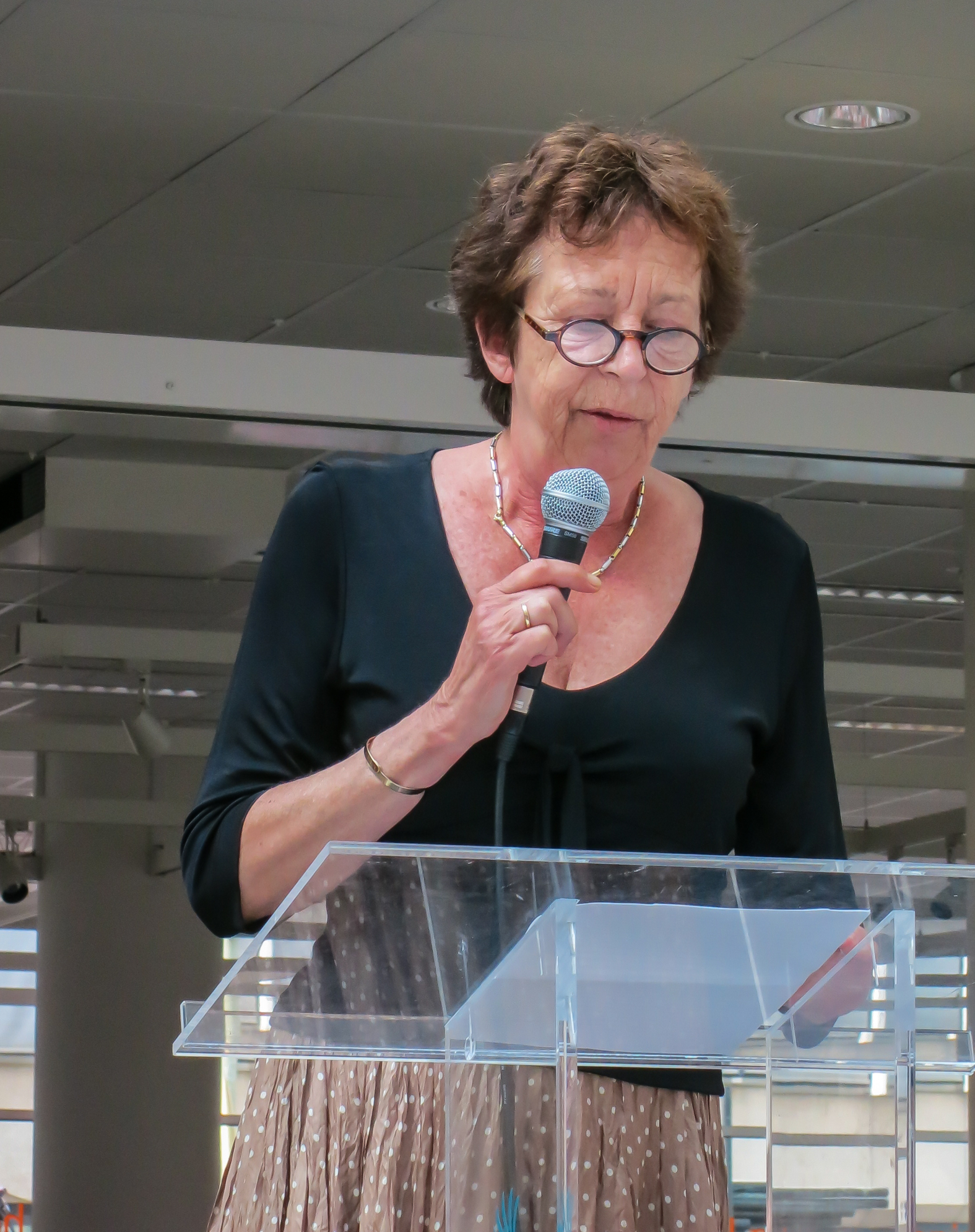
Renate Dorrestein (2015)

Renate Dorrestein (* 25. Januar 1954 in Amsterdam; † 4. Mai 2018 in Aerdenhout) war eine  niederländische Autorin, Journalistin und Feministin.

## Leben
Renate Dorrestein wuchs in einer römisch-katholische Familie auf. Ihr Vater war ein Rechtsanwalt, ihre Mutter eine Lehrerin und Hausfrau. Zunächst besuchte sie eine Klosterschule und danach das Gymnasium Keizer Karel College. Sie entschied sich gegen ein Studium und machte zunächst eine Ausbildung zur Journalistin bei dem Verlagshaus Spaarnestad. Sie arbeitete seit 1972 beim niederländischen Wochenmagazin Panorama. 1977 verließ sie die Redaktion und arbeitete freiberuflich. 1983 veröffentlichte sie ihr erstes Buch. Die Jahre 1986/87 verbrachte sie als „Writer in Residence“ an der Universität von Michigan. Sie hielt dort mehrere Vorträge für die amerikanischen Studenten. Mit ihrem Vortrag "Who wants to write like a woman?" erregte sie auch außerhalb der Universität Aufsehen. Sie setzte sich für die Gründung der Anna-Bijns-Stiftung ein, die alle zwei Jahre einen Preis für die „weiblichste Stimme in der Literatur“ vergibt, um die niederländischen Schriftstellerinnen zu unterstützen.
Der Suizid ihrer Schwester 1981 hatte einen großen Einfluss auf ihre Bücher und ihr Leben, ebenso wie ihr zehnjähriger Kampf mit der Myalgischen Enzephalomyelitis/dem Chronischen Fatigue-Syndrom (ME/CFS). In ihrer Autobiographie "Heden ik" schreibt sie von ihrem Kampf gegen ME/CFS, aber mehr noch gegen die Art und Weise, wie die Gesellschaft mit ME/CFS umgeht und auf welche Schwierigkeiten man dabei stößt.
Ihr Bucherfolg aus dem Jahr 2006 Mein Sohn hat ein Sexleben und ich lese meiner Mutter Rotkäppchen vor wurde im Herbst 2009 vom ZDF mit Iris Berben verfilmt.
Sie litt am Ende ihres Lebens unter Speiseröhrenkrebs.

## Bibliographie
- 1983: Buitenstaanders
  - Eingeweihte oder was glaubt ihr, wer ihr seid, dt. von Dirk van Gunsteren; Rowohlt, Reinbek bei Hamburg 1987, ISBN 3-498-01266-5.
- 1985: Vreemde streken
- 1986: Noorderzon
  - Mitternachtssohn, dt. von Dirk van Gunsteren; Rowohlt, Reinbek bei Hamburg 1990, ISBN 3-498-01274-6.
- 1987: Een nacht om te vliegeren
- 1988: Korte metten
- 1988: Het perpetuum mobile van de liefde
  - Die Mühlen der Liebe, dt. von Helga van Beuningen; Rowohlt, Reinbek bei Hamburg 1993, ISBN 3-499-13227-3.
- 1989: Vóór alles een dame
- 1991: Het hemelse gerecht
- 1992: Ontaarde moeders
  - Von schlechten Müttern, dt. von Helga van Beuningen; Rowohlt, Reinbek bei Hamburg 1994, ISBN 3-499-13367-9.
- 1993: Heden ik
  - Heute ich, morgen du..., dt. von Karin Hilbers; Claassen, Hildesheim 1995, ISBN 3-546-00092-7.
- 1994: Een sterke man
- 1996: Verborgen gebreken
  - Was keiner sieht, dt. von Jörg Schilling und Rainer Täubrich; Kindler, München 1997, ISBN 3-463-40316-1. (2004 verfilmt von Paula van der Oest)
- 1997: Want dit is mijn lichaam
- 1998: Een hart van steen
  - Ein Herz von Stein, dt. von Jörg Schilling und Rainer Täubrich; Kindler, München 1999, ISBN 3-463-40355-2.
- 2000: Het geheim van de schrijver
- 2001: Zonder genade
  - Zurück auf Los!, dt. von Hanni Ehlers; Kindler, München 2003, ISBN 3-463-40434-6.
- 2003: Het duister dat ons scheidt
  - Das Erdbeerfeld, dt. von Hanni Ehlers; Bertelsmann, München 2005, ISBN 3-570-00824-X.
- 2004: Zolang er leven is
  - Der Ausflug, dt. von Hanni Ehlers; Bertelsmann, München 2006, ISBN 3-570-00922-X.
- 2004: Zolang er leven is
- 2006: Voor Liefde: Klik of F
  - Mein Sohn hat ein Sexleben und ich lese meiner Mutter Rotkäppchen vor, dt. von Hanni Ehlers; Bertelsmann, München 2007, ISBN 978-3-570-00980-2. (2009 verfilmt vom ZDF mit Iris Berben in der Hauptrolle)
- 2007: Echt sexy
- 2008: Laat me niet alleen
- 2009: Heiligenlevens en bananenpitten
- 2009: Is er hoop
  - Alles voller Hoffnung, dt. von Hanni Ehlers; Bertelsmann, München 2011, ISBN 978-3-570-10051-6.
- 2010: De leesclub
- 2011: Pas goed op jezelf
- 2011: Omnibus Zonder genade/Een sterke man
- 2011: De stiefmoeder
  - Stiefmuttertag, dt. von Hanni Ehlers; Bertelsmann, München 2013, ISBN 978-3-570-10141-4.
- 2012: De zondagmiddagauto
- 2013: De blokkade
- 2013: De stiefdochter
- 2014: Liever horen we onszelf
- 2015: Weerwater
- 2015: Penvriendin in China
- 2016: Zeven soorten honger
- 2017: Onder de motorkap van het schrijverschap
- 2017: Zolang er leben is - is er hoop
- 2017: De moeder de vrouw
- 2017: Reddende engel
- 2018: Dagelijks werk

## Auszeichnungen
- 1993: Annie Romeinprijs